# Rajesh Gunesh
Rajesh Gunesh est un footballeur puis entraîneur mauricien, né en 1962. Évoluant au poste d'attaquant, il fait toute sa carrière au sein du Cadets Club de la fin des années 1970 au début des années 1990. Il est également sélectionné en équipe de Maurice.
Devenu entraîneur, il dirige notamment le Cadets Club, Savanne Sports Club, Faucon Flacq SC et dirige la sélection nationale de 2003 à 2005.

## Biographie
Rajesh Gunesh commence le football au sein de l'équipe régionale du Mare Albert puis intègre, à l'âge de 17 ans, l'équipe première du Cadets Club. Il remporte avec ce club le Championnat de Maurice en 1986 en inscrivant le but de la victoire face à la Fire Brigade SC lors du dernier match. Il termine cette saison meilleur buteur et meilleur joueur du championnat. Approché par le club français de l'AS Saint-Étienne, il préfère rester sur l’île Maurice pour privilégier son travail dans le secteur de la finance. Sélectionné en équipe nationale, il remporte la finale des Jeux des îles de l'océan Indien en 1985.
Il arrête sa carrière de joueur en 1992 et devient entraîneur du Cadets Club, poste qu'il occupe pendant quatre ans. Après un arrêt de six ans, il dirige en 2002 le Savanne Sports Club pendant une saison puis devient en décembre 2003 co-sélectionneur de la sélection nationale avec Elvis Antoine. Après le départ en février 2005 d'Elvis Antoine, Rajesh Gunesh reste seul aux commandes de la sélection jusqu'en septembre où il est limogé par la fédération.
Parallèlement à ses fonctions de sélectionneur, il dirige pendant deux ans le Faucon Flacq SC puis rejoint en février 2006 l'AS Port-Louis 2000. Il est rappelé un an plus tard à la tête de Faucon Flacq SC pour sauver le club de la relégation mais ne parvient pas à éviter la descente. Il rejoint alors le club de Petite Rivière Noire SC avec qui il remporte en 2009 la Barclays Ram Ruhee Memorial Cup,. En 2010, il devient entraîneur du Curepipe Starlight SC mais doit démissionner de son poste en janvier 2011 en raison de sa nomination à la Commission technique nationale de Fédération de Maurice de football.

## Palmarès

### Joueur
- Vainqueur des Jeux des îles de l'océan Indien en 1985 avec Maurice

### Entraîneur
- Vainqueur de la Barclays Ram Ruhee Memorial Cup en 2009 avec Petite Rivière Noire SC.